# Митний брокер
Ми́тний бро́кер — посередник між митницею та суб'єктом зовнішньоекономічної діяльності (імпортером або експортером). 

## Україна
Митний кодекс України зазначає конкретне визначення терміну «митний брокер»:
|                         | Митний брокер — це підприємство, що надає послуги з декларування товарів, транспортних засобів комерційного призначення, які переміщуються через митний кордон України. Митний брокер провадить митну брокерську діяльність у будь-якому митному органі України. За вчинення правопорушень, пов'язаних з провадженням митної брокерської діяльності, митний брокер несе відповідальність, встановлену цим Кодексом та іншими законами України. |
| — Митний кодекс України | |

Агент з митного оформлення — це фізична особа — резидент, що перебуває в трудових відносинах з митним брокером і безпосередньо виконує в інтересах особи, яку представляє митний брокер, дії, пов'язані з пред'явленням митному органу, транспортних засобів комерційного призначення, а також документів, потрібних для здійснення їх митного контролю та митного оформлення.
Дозвіл на здійснення митної брокерської діяльності надається центральним органом виконавчої влади, що забезпечує формування та реалізує державну податкову і митну політику.).

## Європейський Союз
Для митних брокерів та митних агентів, що працюють в межах Європейського Союзу, не існує системи ліцензування. Відповідальність твердо покладається на імпортера чи експортера, щоб гарантувати, що будь-яка сторона, яка діє від їх імені, володіє фактами.
Стаття 5 чинного митного кодексу (Регламент Ради 2913/1992) стосується представництва, ключового поняття. Це положення дозволяє імпортеру чи експортеру призначити третю сторону, яка діє від їх імені. Імпортер або експортер може призначити третю сторону діяти у двох можливостях, тобто як безпосереднього (прямого) представника або як непрямого представника. Прямий представник діє від імені імпортера / експортера, але не несе відповідальності за митний борг, що виникає внаслідок їх дій, тоді як непрямий представник несе солідарну відповідальність за митний борг. Майже у всіх випадках третя сторона вирішує надавати брокерські послуги на основі прямого представництва. Як результат, імпортер або експортер повністю піддається ризику, помилкам та упущенню митного брокера.